# Leia apinagei
Leia apinagei är en tvåvingeart som beskrevs av Lane 1950. Leia apinagei ingår i släktet Leia och familjen svampmyggor. Inga underarter finns listade i Catalogue of Life.